# Paradrymonia lutea
Paradrymonia lutea är en tvåhjärtbladig växtart som beskrevs av Feuillet. Paradrymonia lutea ingår i släktet Paradrymonia och familjen Gesneriaceae. Inga underarter finns listade i Catalogue of Life.